# VfB Stuttgart II
A VfB Stuttgart II német harmadosztályú labdarúgócsapat Stuttgartban. A 2007-es német bajnok VfB Stuttgart tartalékcsapata.

## Játékosok

### Jelenlegi keret
2016. Február 1. szerint.
| #  |     | Poszt | Név                |
| -- | --- | ----- | ------------------ |
| 2  | AUT | V     | Stefan Perić       |
| 3  | AUT | V     | Phillipp Mwene     |
| 4  | GER | V     | Stephen Sama       |
| 5  | BRA | V     | Daniel Vier        |
| 6  | AUT | KP    | Francesco Lovrić   |
| 7  | AUT | CS    | Adrian Grbić       |
| 9  | GER | CS    | Marco Grüttner     |
| 11 | AUT | CS    | Daniel Ripic       |
| 12 | GER | K     | Niklas Bolten      |
| 13 | TUR | V     | Mete Çelik         |
| 15 | GER | V     | Benjamin Kirchhoff |
| 16 | GER | KP    | Simon Kranitz      |
| 17 | GER | KP    | Tobias Rathgeb     |

| #  |     | Poszt | Név                 |
| -- | --- | ----- | ------------------- |
| 18 | GER | KP    | Max Besuschkow      |
| 19 | GER | CS    | Prince Osei Owusu   |
| 21 | GER | CS    | Daniele Gabriele    |
| 23 | LCA | CS    | Caniggia Elva       |
| 24 | GER | V     | Marvin Jäger        |
| 25 | GER | KP    | Matthias Zimmermann |
| 27 | GER | V     | Thomas Hagn         |
| 28 | USA | KP    | Joel Soñora         |
| 29 | UKR | CS    | Borys Tashchy       |
| 32 | GER | K     | Benjamin Uphoff     |
| 33 | GER | K     | Marius Funk         |
| 36 | GER | CS    | Cacau               |